# Gianfranco Ravasi
Gianfranco Ravasi (Sinh 1942) là một Hồng y người Italia của Giáo hội Công giáo Rôma. Ông hiện đảm nhận vai trò Chủ tịch Hội đồng Giáo hoàng về Văn hóa và Chủ tịch Ủy ban Tòa Thánh về Khoa học Lịch sử.

## Tiểu sử
Hồng y Ravasi sinh ngày 18 tháng 10 năm 1942 tại Merate, Italia. Sau quá trình miệt mài tu học, ngày 28 tháng 6 năm 1966, khi chưa đầy 24 tuổi, ông được phong chức linh mục bởi Hồng y Giovanni Umberto Colombo, Tổng giám mục Tổng giáo phận Milano chủ sự. Tân linh mục Ravasi cũng là thành viên linh mục đoàn giáo phận này.
Ngày 3 tháng 7 năm 2007, Tòa Thánh loan tin chọn linh mục 65 tuổi Ravasi làm Tổng giám mục Hiệu tòa Villamagna in Proconsulari, làm Chủ tịch Hội đồng Giáo hoàng về Văn hóa và Chủ tịch Ủy ban Tòa Thánh về Di sản Văn hóa của Giáo hội. Tân Tổng giám mục được tấn phong sau đó vào ngày 29 tháng 9. Chủ phong là Giáo hoàng Biển Đức XVI, phụ phong là Hồng y Tarcisio Pietro Evasio Bertone, S.D.B., Hồng y Quốc vụ khanh và Hồng y Marian Jaworski, Tổng giám mục Tổng giáo phận Lviv. Tân giám mục chọn khẩu hiệu:Prædica verbum.
Trong Công nghị Hồng y 2010 được tổ chức ngày 20 tháng 11, Giáo hoàng Biển Đức XVI đã chọn vinh thăng tước vị Hồng y cho Tổng giám mục Ravasi, với Nhà thờ Hiệu tòa San Giorgio in Velabro. Ông đã đến nhận nhà thờ này sau đó ngày 23 tháng 1 năm 2011. Ngày 30 tháng 7 năm 2012, ông từ nhiệm Chủ tịch Ủy ban Tòa Thánh về Di sản Giáo hội, vì Ủy ban này được sáp nhập vào Hội đồng Giáo hoàng về Văn hóa, nơi ông cũng là Chủ tịch.